# Неосионизм
Неосиони́зм — правая, националистическая и религиозная идеология, которая оформилась в обществе Государства Израиль после окончания Шестидневной войны в 1967 году и захвата Западного берега реки Иордан и сектора Газа Израилем.
Неосионисты считают эти земли неотъемлемой частью Израиля и выступают за их заселение израильскими евреями. Некоторые сторонники этой идеологии идут ещё дальше, пропагандируя высылку арабов из страны. Идеология развивались параллельно и в оппозиции к умеренно левым движениям постсионизма и социалистического сионизма. Социолог Ури Рам рассматривает данную идеологию как «ксенофобский, националистический и даже расистский и антидемократический политико-культурный курс» в Израиле.

## Идеология
Неосионизм возник в период после окончания Шестидневной войны и израильского завоевания Иерусалима и Западного берега. Первоначально идеология вышла из религиозного движения израильских поселенцев под названием Гуш Эмуним.
Неосионисты считают, что приверженцы «светского сионизма», а в частности его социалистического направления, были слишком умеренно-националистическими и никогда не понимали невозможность мирного сосуществования арабов и евреев. Они утверждают, что отношение арабов к Израилю изначально коренится в антисемитизме, а возможность проживания с ними в одной стране является сионистской иллюзией. Они называют арабов в Израиле пятой колонной, которая дополнительно представляет собой демографическую угрозу еврейскому национальному большинству в Израиле. С их точки зрения, единственным способом достижения мира является путь «устрашения и возмездия» , или же прямое изгнание израильских арабов и палестинцев, проживающих на занятых территориях в соседние арабские государства.
По утверждению неосионистов, «слабость израильского национализма вытекает из его отчуждения иудейских корней и культуры (…). Только новое национально-религиозное и ортодоксальное объединение может послужить лекарством для сионизма от морального упадка.» Неосионисты воспринимают землю Израильскую в качестве дарованного Богом и естественного дома для еврейского народа. Они также утверждают, что цель еврейской государственности заключается не только в создании безопасного убежища для евреев, но и в исполнении национально-исторической судьбы народа Израиля на израильской земле.

## Представители движения
Идеология неосионизма изначально пропагандировалась Движением за великий Израиль, а также запрещёнными Движением Ках и Лигой защиты евреев.
Элементы неосионизма частично представлены в политических программах партий Ликуд и прекратившей своё существование МАФДАЛ, а также в некоторых других мелких политических партиях, в том числе Исраэль ба-Алия, Моледет, Тхия и Цомет.
Среди СМИ неосионизм ассоциируется с радиостанцией Седьмой канал (Аруц Шева). Согласно мнению Ишая Флейшера, программного директора Аруц Шева и основателя неосионисткого лобби, «сионизм — это стремление еврейского народа вернуться на землю Израиля и перейти к эпохе третьего храма. Это возобновление утраченных ценностей и ответ на постсионизм. Если постсионизм — это теория, что Израиль был создан и план был завершен, то теория неосионизма гласит, что мы ещё далеки до исполнения плана. Еврейский народ ещё не совсем вернулся домой, и нам ещё предстоит воспитывать евреев в духе жизни в соответствии с Торой на земле Израиля.»
Некоторые ассоциации в Израиле, такие как, к примеру, Им Тирцу, являются апологетами неосионизма. Ронен Шоваль, основатель ассоциации, говорит: «Мы нуждаемся в каждом иудейском сердце и сионистской душе. Координаторы и активисты Им Тирцу призываются под наши знамёна. (…) Мы превратим Еврейский университет в сионистском общество и вторая сионистская революция продолжится!» Его целями является «восстановление сионистской культуры: поэтам нужно воспевать сионизм, писателям ― писать о сионизме, научным кругам ― поддерживать сионизм, а разным Ари Фольманам (…) снимать фильмы про наши идеалы. Ведь существуют же фильмы про гладиаторов, а у нас пусть будут фильмы про Иуду Маккавея. Что в этом плохого?»

## Критика
Израильский социолог Ури Рам даёт следующую оценку движению: «неосионизм (…) является ксенофобским, националистическим и даже расистским и антидемократическим политико-культурным курсом, который стремится пересмотреть саму израильскую идентичность».
По словам Даны Эяль, «[её] страна является заложником группы расистских религиозных евреев, которые представляют собой гораздо большую угрозу для Израиля, чем любые арабские или мусульманские страны, включая Иран.» Она приводит в пример детей нелегальных иммигрантов, родившихся и живущих в Израиле в течение многих лет и которых неосионистские группы хотят изгнать лишь по той причине, что их присутствие противоречит идеалам сионизма. Она считает, что «такое очень узкое трактование сионизма показывает, что Израиль является и будет оставаться расистским еврейским государством», но также то, что «в самом Израиле есть инертное большинство, далёкое от таких взглядов. Сионизм для нас равняется патриотизму почти так же, как для американцев. Мы желаем лучшего для своей страны, верим в её принципы и намерены защищать их в случае необходимости. Мы лишь не верим во многие неоортодоксальные принципы, которые теперь вырастают как грибы после дождя. В этом отношении мы перестаём ощущать себя сионистами тогда, когда „сионизм“ начинает предполагать чистоту расы (что является злосчастным подобием тех вещей, которых не стоит называть).»
Касаясь темы Им Тирцу, Илай Ошерхоф, редактор студенческой газеты Еврейского университета в Иерусалиме говорит, что «идеология этого движения является сплавом идей движения за Великий Израиль и политики национальной безопасности партии МАПАЙ. (…) Но их тактика заимствована у Либермана, и это значит то, что они будут сеять ненависть, вражду и применять насилие. Например, во время операции „Литой свинец“ в университете прошла демонстрация с участием арабских студентов, которым активисты Им Тирцу кричали нечто вроде „мы сожжем вашу деревню!“, „мы ещё встретимся на резервистской службе!“. Но дело не заканчивается одними словесными угрозами. Каждый преподаватель, который предлагает иное видение ситуации, обвиняется студентами не в том, что он не является приверженцем неосионизма, а в том, что он ― антисионистский подстрекатель. Их цель ― запугать всех, кто мыслит не так или смеет критиковать их.»